# Seroglazovocultuur
De Seroglazovocultuur was een mesolithische tot subneolithische cultuur van het 11e-9e millennium v.Chr. in het Kaspische laagland, van de Oeral tot de Koema-Manytsjlaagte. Deze cultuur werd ontdekt tijdens opgravingen nabij het spoorwegstation Seroglazovo (Russisch: Сероглазово).
De cultuur wordt gekarakteriseerd door een specifieke microlithische industrie (piramidale slagkernen, geretoucheerde klingen, bladvormige en trapezoïde pijlpunten) en eivormig grijs aardewerk met geometrische decoratie.
Elementen van de Seroglazovocultuur zijn terug te vinden in de latere Samaracultuur. De cultuur wordt gezien als een van de vroegste vertegenwoordigers van de Proto-Indo-Europeanen.